# Smokestack Lightning
«Smokestack Lightning» (также пишут «Smoke Stack Lightning» и «Smokestack Lightnin’» — песня, написанная и исполненная американским блюзовым певцом и музыкантом Хаулином Вулфом. 
Хаулин Вулф записал её в январе 1956 года, в США песня вышла в марте отдельным синглом. Песня достигла 11 места в жанровом ритм-энд-блюзовом чарте американского журнала «Билборд».
В Великобритании песня была издана как сингл лейблом Pye International Records в 1964 году. Она поднялась на 42 место в британском сингловом чарте (UK Singles Chart.
Песня вошла в альбомы Moanin’ in the Moonlight (1959) и The Howlin’ Wolf Album (1969).

## Премии и признание
В 1999 году песня «Smokestack Lightning» была принята в Зал славы премии «Грэмми».
В 2004 году журнал Rolling Stone поместил песню «Smokestack Lightning» в исполнении Хаулина Вулфа на 285 место своего списка «500 величайших песен всех времён». В списке 2011 года песня находится на 291 месте.
В 2008 году песню включили в Национальный реестр аудиозаписей Библиотеки конгресса США. (В этот реестр включаются наиболее важные записи в истории США, которые должны быть сохранены для будущих поколений и поэтому находиться на особом хранении..